# Madame Pompadour (Operette)

Porträt der Madame de Pompadour, Maurice Quentin de La Tour, 1755, Öl auf Leinwand, Louvre, Paris

Madame Pompadour ist eine Operette in drei Akten von Leo Fall. Das Libretto verfassten Rudolph Schanzer und Ernst Welisch. Uraufführung war am 9. September 1922 am Berliner Theater mit  Fritzi Massary in der Titelrolle.

## Orchester
Zwei Flöten, zwei Oboen, zwei Klarinetten, zwei Fagotte, vier Hörner, drei Trompeten, drei Posaunen, eine Harfe, Schlagzeug und Streicher

## Handlung

### Erster Akt
Im Gasthaus „Zum Musenstall“
Madame Pompadour ist die Mätresse Ludwigs XV. Ihr eilt der Ruf voraus, nicht nur die schönste Frau Frankreichs zu sein, sondern auch viele Männer begehrenswert zu finden und mit ihnen Sex zu haben. Die Bürger von Paris jedenfalls sind ihr nicht wohl gesinnt. Sie lechzen geradezu nach den spöttischen Versen, die der Dichter Calicot jetzt während der Karnevalszeit allabendlich im „Musenstall“ auf sie abfeuert.
Weil sich die Pompadour auf einem Hofball langweilte, hat sie sich mit ihrer Kammerzofe Belotte heimlich entfernt und gut verkleidet den „Musenstall“ aufgesucht. Hier soll ja immer eine prächtige Stimmung herrschen und ein amouröses Abenteuer willkommen sein. Was jedoch beide nicht wissen: auch Polizeiminister Maurepas ist heute anwesend. Er war den beiden gefolgt und hofft, die ihm verhasste Pompadour hier in einer verfänglichen Situation zu ertappen, um sie beim König anschwärzen zu können.
Mit von der Partie im „Musenstall“ ist auch Graf René, ein Freund des Dichters Calicot. Auch er ist im Karneval auf ein galantes Abenteuer aus. Mit diesen beiden kommen die Pompadour und Belotte ins Gespräch. Alle vier scheinen einander prächtig zu verstehen. Als die Pompadour ihren Neider Maurepas entdeckt hat, ahnt sie, was er hier will und trickst ihn aus. Sie erklärt, sie sei in dienstlicher Mission hier, um eine Verschwörung aufzudecken. So kann  ihr Maurepas natürlich nichts anhaben. Er verschwindet, kehrt aber gleich mit einer kleinen Polizeitruppe zurück. Die Marquise zeigt auf Calicot und René, und Maurepas lässt diese „Verschwörer“ sogleich arretieren. Zunächst reagieren die beiden entsetzt, aber als sie das Strafmaß erfahren, sind sie nur noch verblüfft: Calicot soll für das königliche Hoftheater ein Festspiel schreiben und René wird dazu verdonnert, als Leibwache der Pompadour zu fungieren, was ihm nicht ungelegen kommt.

### Zweiter Akt
Saal im Palast der Pompadour
Renés Frau Madeleine sucht mit Hilfe eines Empfehlungsschreibens ihres Vaters die Pompadour auf und zeigt sich verzweifelt darüber, dass ihr Gatte seit ein paar Tagen spurlos verschwunden ist. Aus dem Schreiben erkennt die Marquise, dass Madeleine ihre Halbschwester ist, und sichert ihr ihre Hilfe zu. Dass aber René ihr Schwager ist, weiß sie noch nicht.
Auch Polizeiminister Maurepas ist nicht untätig. Er hat sein Ziel, einen Liebhaber der Pompadour zu entlarven, noch nicht aufgegeben. Jetzt glaubt er, in Calicot den Richtigen entdeckt zu haben, was er auch gleich seinem König melden lässt. Nachdem er Calicot ein böses Ende prophezeit hat, bekommt es dieser mit der Angst zu tun. Verzweifelt erbittet er von Madame, ihn ja nicht in eine amouröse Versuchung zu führen, aber diese freundet sich sogleich mit dem Gedanken an, gerade so etwas vorzutäuschen, um Maurepas hereinzulegen. René schickt sie in ihr Schlafzimmer und verspricht, ihm bald zu folgen. Vorher aber trifft sie nochmals auf Madeleine, die ihr ein Medaillon mit dem Bildnis ihres Gatten zeigt. Jetzt erkennt die Pompadour, dass René ihr Schwager ist und ihr Plan, mit ihm ein Techtelmechtel anzubahnen, zum Scheitern verurteilt ist. 
Völlig unerwartet betritt der König das Schlafzimmer und entdeckt René, den er für Calicot hält, wie ihm sein Polizeiminister gemeldet hat. Er befiehlt dessen Verhaftung und die Hinrichtung innerhalb einer Stunde. Seiner Mätresse wirft er Untreue vor, worauf ihm diese entgegnet, sie werde ihm künftig bei seinen verhassten Staatsgeschäften nicht mehr behilflich sein. Ihrem Personal befiehlt sie, eine Truhe voller Akten in des Königs Arbeitszimmer zu tragen. Soll er doch selbst sehen, ob und wie er damit zurechtkommt. Dass aber der furchtsame Calicot in die Truhe geflohen ist, als er das Nahen des Königs hörte, weiß sie nicht. 

### Dritter Akt
Arbeitszimmer des Königs
Der König unterschreibt das Todesurteil, natürlich lautend auf den Namen Calicot. Plötzlich öffnet sich der Deckel der Aktentruhe und Calicot steigt heraus. Erstaunen macht sich breit, als seine Identität bekannt wird. Schnell wird dem König klar, dass der, den er für den Liebhaber hielt, es nicht sein kann. Die Pompadour hat wieder einmal allen Verdacht abschütteln können. René stellt sie als ihren Schwager vor und erklärt, er habe sich lediglich in ihrem Schlafzimmer umziehen wollen. Der König gibt sich milde und bittet seine Mätresse sogar um Verzeihung, dass er sie falsch verdächtigt hat. Um sie versöhnlich zu stimmen, ernennt er sie gar zur Herzogin. 
Madeleine ist glücklich, dass sie ihren Gatten wieder in ihre Arme schließen kann, und Calicot schäkert wieder mit Belotte. Diesen erwartet zudem noch ein ganz unverhofftes Glück: Er erhält ein fürstliches Honorar für ein Festspiel, das er überhaupt nicht geschrieben hat.

## Musik
„Die Pompadour“ ist Leo Falls drittletztes Bühnenwerk und zugleich sein erfolgreichstes. Schwungvolle, leicht ins Ohr gehende Melodien wechseln sich ab mit zarten gefühlvollen Tupfern. In einer guten Inszenierung, welche die satirischen Momente besonders herausarbeitet, wird rasch der Funke von der Bühne aus aufs Publikum überspringen. 
Die bekanntesten musikalischen Nummern sind:
- Die Pom-, die Pom-, die Pompadour ist eine schöne Ha-Ha-Ha
- Mein Prinzesschen du, ich weiß ein verschwiegenes Gässchen
- Ich bin dein Untertan, dein treuer; für dich geh ich durchs Höllenfeuer
- Joseph, ach Joseph, was bist du so keusch?
- Heut könnt einer sein Glück bei mir machen